# بامو (فلم)
بامو هو فيلم تاريخي مغربي صدر سنة 1983، من إخراج إدريس المريني، وتأليف محمد حسن الجندي، ومن بطولة بديعة ريان، ومحمد حسن الجندي، ومحمد الحبشي، والعربي الدغمي، وثريا جبران، وحبيبة المذكوري. الفيلم مقتبس من رواية تحمل نفس الإسم للكاتب المغربي أحمد زياد، حاول من خلاله المؤلف تسليط الضوء على مقاومة أحمد الحنصالي في منطقة تادلة للإستعمار الفرنسي للمغرب بعد توقيع معاهدة فاس.
صور الفيلم جمال الزوجة المغربية بامو الذي جعلها تحضى بإعجاب كل الرجال، مما سبب لباسو الكثير من المتاعب النفسية، خصوصا عندما اعتقل رامونا قائد المنطقة الفرنسية ثلاثة رموز الوطنية؛ باسو زوج بامو، وعقا زوج رحمة، وسي موسى فقيه القرية.

## القصة
تدور أحداث الفيلم التاريخي والاجتماعي والرومانسي، خلال عهد الاستعمار الفرنسي للمغرب، عبر قصة يرويها الرواي بامو حول الإخلاص، والحب الكبير بين زوجين، ووقوفهما في وجه العوائق والحواجز التي تقف أمام علاقتهما. وقد ركز هذا الفيلم على قصة الحب بين بامو وباسو أكثر من تركيزه على الاستعمار الفرنسي الذي حدد كفترة زمنية للأحداث.

## طاقم التمثيل
- بديعة ريان بدور بامو
- محمد حسن الجندي بدور باسو
- محمد الحبشي
- العربي الدغمي
- ثريا جبران
- حبيبة المذكوري
- محمد مفتاح
- صفية الزياني
- صلاح الدين بنموسى

## وصلات خارجية
- بامو على موقع IMDb (الإنجليزية)
- بامو على موقع قاعدة بيانات الأفلام العربية
- بامو على موقع المركز السينمائي المغربي
- بامو على موقع africine
- بامو على موقع africultures